# Вирясов, Вадим Николаевич
Вадим Николаевич Вирясов (эст. Vadim Virjassov; 26 ноября 1986 года, Кохтла-Ярве, Эстонская ССР, СССР) — эстонский хоккеист, нападающий.

## Карьера
Начинал свои выступления в хоккее в молодежной команде чешского клуба "Чешска Липа". В 16 лет нападающий перебрался в Латвию, где дебютировал в местной хоккейной лиги в составе рижской "Призмы". В 2005 году Вирясов вместе с командой "Рига 2000" выиграл чемпионат Латвии.
С 2005 по 2008 год нападающий играл в России, однако ему не удалось пробиться на высокий уровень. Затем играл в низших финских лигах со своим ровесником и соотечественником Александром Полозовым. В 2011 году хоккеист перебрался в Австралию, где он много лет играл за "Канберру Кнайтс" и "Мельбурн Мустангс". В сезоне 2013/14 Вирясов на время возвращался в Эстонию, и за это время помог таллинскому "Викинг-Спортсу" одержать победу в борьбе за титул чемпиона страны. За время, проведенное в Австралии, нападающий сумел получить местное гражданство. С 2019 года он получил возможность приглашаться в сборную этой страны

## Сборная
В 2006 году хоккеист выступал за молодежную сборную Эстонии. В 2013 и в 2014 годах Вирясов дважды входил в состав главной национальной команды на чемпионатах мира в низших дивизионах.

## Статистика
| Легенда | Легенда                    | Легенда | Легенда                   | Легенда | Легенда    |
| ------- | -------------------------- | ------- | ------------------------- | ------- | ---------- |
| И       | Количество проведённых игр | Штр     | Штрафное время            | +/−     | Плюс-минус |
| Г       | Голы                       | П       | Голевые передачи          | О       | Очки       |
| -       | Статистика неизвестна      | —       | Статистика не учитывалась |         |            |

.

## Достижения
- Чемпион Латвии (1) : 2005.
- Чемпион Эстонии (1) : 2014.
- Чемпион Австралии (1): 2023.